# Viviparus contectus
Viviparus contectus е вид коремоного от семейство Viviparidae.

## Разпространение
Видът е разпространен в Австрия, Албания, Белгия, България, Великобритания, Германия, Гърция, Дания, Естония, Италия, Латвия, Литва, Люксембург, Нидерландия, Полша, Северна Македония, Румъния, Русия (Калининград), Словакия, Турция, Унгария, Франция, Чехия, Швейцария и Швеция.